# 라자크 핌퐁
라자크 핌퐁(Razak Pimpong, 1982년 12월 30일~)은 가나 출신의 전직 프로 축구 선수로, 스트라이커와 공격형 미드필더로서 FC 미트윌란, FC 코펜하겐, 비보르 FF 등 여러 클럽에서 활약했다. 그는 매우 다재다능한 선수로, 오른쪽 측면 미드필더나 윙어로도 뛸 수 있었다.

## 클럽 경력
핌퐁은 FC 미트윌란에 의해 가나에서 덴마크로 스카우트되었으며, 2000년 팀에 데뷔했다. 그는 FC 미트윌란에서 100경기 이상 출전하며 리그에서 25골을 기록했다. 2005년 7월, 그는 리그 라이벌인 FC 코펜하겐으로 2006년 1월부터 이적하기로 합의했다.
FC 코펜하겐에서는 초반에 성공을 거두지 못했다. 그의 첫 번째이자 마지막 골은 2006년 4월에 열렸던 로열 리그 결승전에서 나온 결승골이었다. 핌퐁은 후반 69분 교체로 출전하여 후반 89분에 경기의 유일한 골을 넣었지만, 과도한 골 셀러브레이션으로 인한 경고 누적으로 추가 시간에 퇴장을 당했다.
2007년, 핌퐁은 노르웨이 티펠리가엔의 비킹 FK로 이적했으며, 이적료는 약 400만 노르웨이 크로네로 알려졌다. 그는 2010년까지 계약을 체결했다.
2009년 2월, 이집트의 클럽인 알마스리 SC가 비킹 FK로부터 핌퐁을 영입했다. 몇 달 후인 2009년 7월 27일, 그는 덴마크 클럽 비보르 FF와 계약했다.
2013년 6월 24일, 핌퐁은 프로 축구 선수로서 은퇴를 선언했지만, 한 달 후 은퇴를 번복하고 덴마크 2부 디비전 서부 리그의 링쾨빙 IF와 6개월 계약을 체결했다.

## 국가대표팀 경력
핌퐁은 2004년 아테네 올림픽 축구 대회에 출전한 가나 올림픽 대표팀의 일원이었다. 가나는 B조에서 3위를 기록하며 조별 리그에서 탈락했다.
그는 2006년 독일 월드컵에 출전하는 가나 대표팀에 소집되었다. 그는 가나 국가대표팀에서 9경기에 출전했으며, 2004년 아테네 올림픽과 2006년 독일 월드컵에 출전한 경력이 있다.

## 수상
- FIFA 세계 청소년 선수권 대회 준우승: 2001
- 덴마크 수페르리가: 2005–06